# Xerolirion divaricata
Xerolirion es un género monotípico de plantas con flores perteneciente a la familia Laxmanniaceae. 
Su única especie: Xerolirion divaricata A.S.George, es originaria de Australia. El género fue descrito por Alexander Segger George y publicado en Fl. Australia 46: 229 en el año 1986. (2 de mayo de 1986).

## Descripción
Son plantas herbáceas cespitosas perennifolias. Las hojas son basales y caulinares . Las hojas son pequeñas a grandes, alternas; dísticas, coriáceas o modificados en espinas , o sésiles. El fruto es una cápsula no carnosa, dehiscente o indehiscente. 

## Taxonomía
Xerolirion divaricata fue descrito por Alexander Segger George  y publicado en Flora of Australia 46: 230. 1986.